# La Tour (Haute-Savoie)
La Tour ist eine französische Gemeinde im Département Haute-Savoie in der Region Auvergne-Rhône-Alpes.

## Geographie
La Tour liegt auf 621 m, etwa 23 Kilometer ostsüdöstlich der Stadt Genf (Luftlinie). Das Dorf erstreckt sich im Faucigny, im Talbecken der Landschaft Sallaz am Nordwestfuß des Môle, in den Savoyer Alpen, nahe dem Lac de Môle.
Die Fläche des 7,73 km² großen Gemeindegebiets umfasst einen Abschnitt des Faucigny. Der Hauptteil des Gemeindeareals wird von der breiten Talniederung des Sallaz zwischen dem Massif des Brasses und dem Môle eingenommen. Dieses Talbecken, in dem der Lac de Môle liegt, wird durch einen Seitenbach des Foron nach Westen entwässert. In einem schmalen Zipfel reicht der Gemeindeboden nach Norden bis unterhalb der Pointe des Brasses (bis 1400 m) und umfasst dabei das Tälchen des Ruisseau d’Entreverges. Nach Süden erstreckt sich der Gemeindebann über einen dicht bewaldeten Hang bis auf einen Nebengipfel des Môle. Hier wird mit 1627 m die höchste Erhebung von La Tour erreicht.
Zu La Tour gehören verschiedene Weilersiedlungen, darunter La Tour d’en Bas (625 m) und Chez Gavillet (610 m) im Talbecken des Sallaz sowie Entreverges (615 m) in der engen Talfurche am Übergang nach Saint-Jeoire. Nachbargemeinden von La Tour sind Viuz-en-Sallaz im Norden, Saint-Jeoire im Osten, Saint-Jean-de-Tholome im Süden sowie Peillonnex und Ville-en-Sallaz im Westen.

## Geschichte
Das Gebiet von La Tour war bereits in vorgeschichtlicher Zeit besiedelt. Im Mittelalter gehörte La Tour zum Gebiet der Herrschaft Faucigny. Als Teil der Dauphiné gelangte der Ort 1349 an Frankreich, wurde aber im Vertrag von Paris 1355 in einem Länderabtausch an die Grafen von Savoyen abgegeben. Danach teilte La Tour das Schicksal Savoyens.

## Sehenswürdigkeiten
Die Dorfkirche von La Tour stammt aus dem 19. Jahrhundert.

## Bevölkerung
| Jahr                       | 1962 | 1968 | 1975 | 1982 | 1990 | 1999 | 2004 |
| Einwohner                  | 637  | 689  | 726  | 770  | 1000 | 1121 | 1197 |
| Quellen: Cassini und INSEE |      |      |      |      |      |      |      |

Mit 1353 Einwohnern (Stand 1. Januar 2022) gehört La Tour zu den kleineren Gemeinden des Département Haute-Savoie. In den letzten Jahrzehnten wurde eine deutliche Bevölkerungszunahme verzeichnet.

## Wirtschaft und Infrastruktur
La Tour war bis weit ins 20. Jahrhundert hinein ein vorwiegend durch die Landwirtschaft geprägtes Dorf. Heute gibt es verschiedene Betriebe des lokalen Klein- und Mittelgewerbes. Zahlreiche Erwerbstätige sind Wegpendler, die in den größeren Ortschaften der Umgebung, vor allem im Raum Genf-Annemasse, ihrer Arbeit nachgehen.
Die Ortschaft ist verkehrsmäßig recht gut erschlossen. Sie liegt nahe der Straße D907, die von Annemasse nach Taninges führt. Weitere Straßenverbindungen bestehen mit Saint-Jean-de-Tholome und Peillonnex.